# Sundsvall-Timrå kontrakt
Sundsvall-Timrå kontrakt var ett kontrakt inom Svenska kyrkan i Härnösands stift. Kontraktet upphörde 31 december 2011 och församlingarna övergick tillMedelpads kontrakt.
Kontraktskoden var 1007.

## Administrativ historik
Kontraktet bildades 2001 av
hela Sundsvalls kontrakt med 
- Alnö församling
- Holms församling
- Indals församling
- Lidens församling
- Njurunda församling
- Selångers församling
- Sköns församling
- Skönsmons församling
- Sundsvalls Gustav Adolfs församling
- Sättna församling
- Timrå församling

del av Domprosteriet med
- Hässjö församling
- Tynderö församling
- Ljustorps församling